# Хартман, Йоханн Петер Эмилиус
Йоханн Петер Эмилиус Хартман (дат. Johann Peter Emilius Hartmann; 14 мая 1805, Копенгаген — 10 марта 1900, там же) — датский композитор и органист. Представитель третьего поколения семьи, на протяжении двух столетий занимавшей центральное положение в датской культурной жизни. Дед Хартмана Иоганн перебрался в Данию из Германии, композиторами были отец, Август Вильгельм Хартман (1775—1850), и дядя Хартмана, у которых он и учился музыке.

## Биография
Большую часть жизни, с 1829 по 1870 год, состоял на государственной службе по юридической части. Одновременно в 1824 году был органистом Копенгагенской гарнизонной церкви, а в 1832 году дебютировал как композитор, представив оперу «Ворон» (дат. Ravnen, либретто Ханса Кристиана Андерсена). В 1836 году предпринял поездку в Германию и Францию для того, чтобы взять несколько уроков у видных музыкантов — наибольшее влияние на него оказало общение с Людвигом Шпором. В том же году, по возвращении в Копенгаген, Хартман основал Датское музыкальное общество, которое возглавлял всю жизнь. В 1843 году занял место органиста в копенгагенском Соборе Богоматери. В 1867 году вместе со своим зятем Нильсом Гаде основал Копенгагенскую консерваторию. В 1829 году женился на композиторе Эмме Софии Амалии Син (1807—1851). Композиторами были сын Хартмана Эмиль, внук Аксель Гаде, правнук Нильс Вигго Бентсон, а праправнук Ларс фон Триер предпочёл профессию кинорежиссёра.

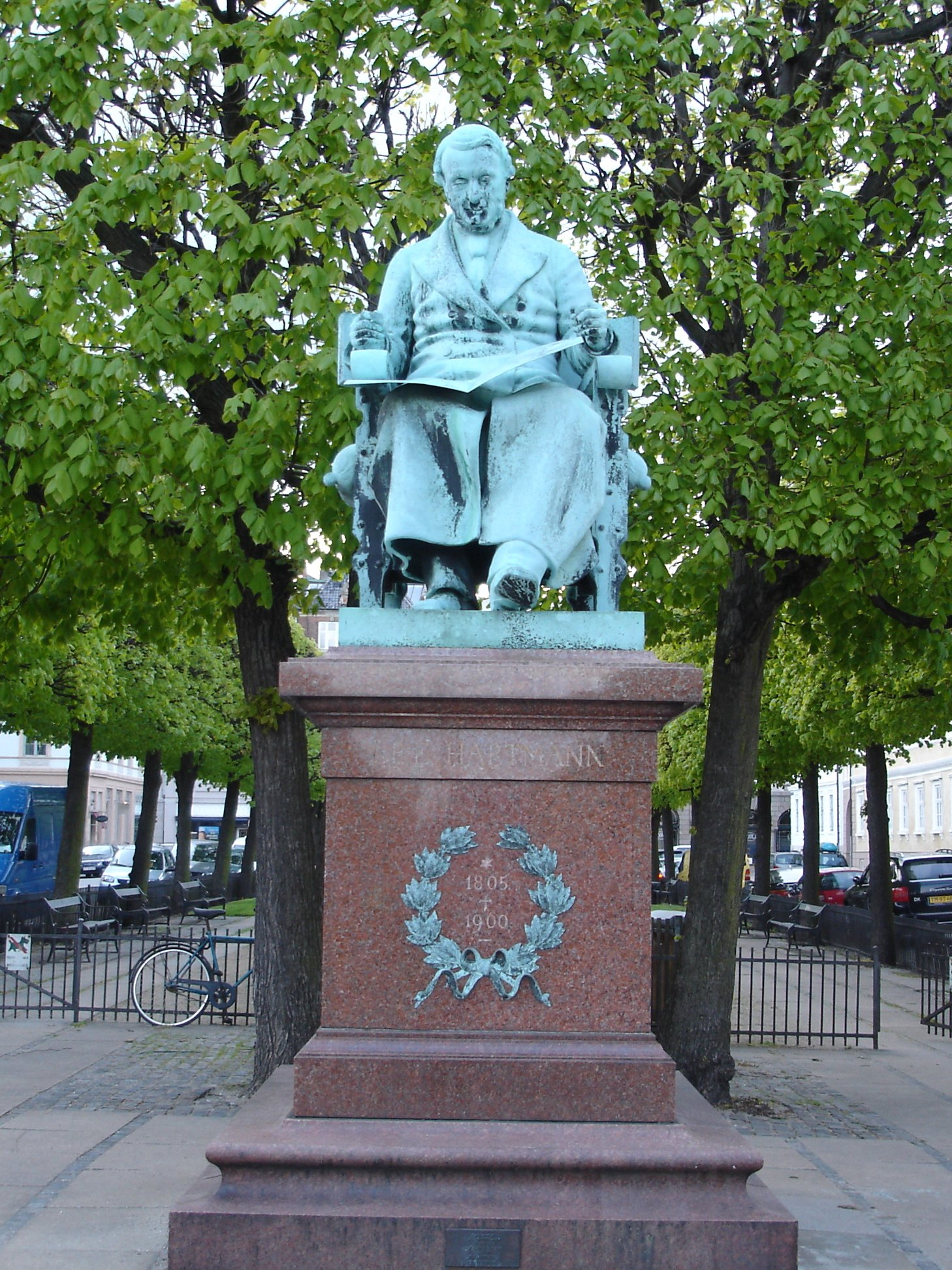
Памятник Хартману в Копенгагене

Хартману принадлежат две симфонии, три оперы, три балета, театральная музыка (особенно к пьесам Адама Эленшлегера), три скрипичные и три клавирные сонаты, сочинения для органа, песни.